# Христианович, Сергей Алексеевич
Серге́й Алексе́евич Христиано́вич  (9 ноября 1908 или 27 октября [9 ноября] 1908, Санкт-Петербург — 28 апреля 2000, Москва) — советский и российский учёный в области механики. Академик АН СССР (1943). Член ВКП(б) с 1949 года. Герой Социалистического Труда (1969). Лауреат трёх Сталинских премий (1942, 1946 и 1952).

## Биография
Родители — дворяне-помещики Орловской губернии. В 1919 году родители ушли с Белой армией А. И. Деникина, отступавшей через город Орёл, в Ростове заболели тифом и умерли. Сергей был беспризорным, пока его, случайно, не заметил профессор Д. И. Иловайский, которого поразило, что беспризорник, торговавший папиросами, знает французский язык. Он стал опекуном, помог разыскать родственников Серёжи в Петрограде и переехать к ним. С 1923 года Сергей жил у своей тётки М. Н. Бек.
После окончания в 1925 году средней школы поступил на антропологическое отделение географического факультета ЛГУ, но быстро перевёлся на физико-математический факультет и в 1930 году окончил университет по математическому отделению.
До 1935 года работал в Ленинграде в Гидрологическом институте. В 1935 году переехал в Москву и поступил в только что организованную докторантуру (первыми докторантами также стали М. В. Келдыш и Ф. Р. Гантмахер) МИАН имени В. А. Стеклова. Научным руководителем (в общем, формальным) стал его студенческий однокашник и ровесник С. Л. Соболев, уже признанный в то время учёный (в 1933 году, в возрасте 25 лет, его избрали членом-корреспондентом АН СССР).
В течение 1937 года защитил сразу две докторские диссертации — «Задача Коши для нелинейных уравнений гиперболического типа» по физико-математическим наукам в МИАН и «Неустановившееся движение в каналах и реках» по техническим наукам в ЭнИне. Имя Христиановича приводилось в центральной печати как пример достижений советской науки. В 1938—1939 году — старший научный сотрудник МИАН.
В 1939 году перешёл на работу в только что организованный Институт механики АН СССР, был заместителем директора. Член-корреспондент АН СССР с 1939 года.
В 1937 году, ещё до окончания докторантуры, начал работать в ЦАГИ консультантом, а в 1940 году перешёл в этот институт на постоянную работу. Участвовал в знаменитом Чаплыгинском семинаре общетеоретической группы ЦАГИ. Возглавив в 1940 году лабораторию аэродинамики больших скоростей, а в 1942 году став научным руководителем ЦАГИ по аэродинамике (с 1948 года — первым заместителем начальника), Христианович сформировал коллектив с большим научным потенциалом, в нём в разное время работали выдающиеся учёные А. А. Дородницын, М. Д. Миллионщиков, Г. П. Свищёв, В. В. Струминский, Г. И. Таганов, В. В. Сычёв и др. С участием и под руководством Христиановича были выполнены исследования по аэродинамике скоростей, близких к скорости звука, впервые осуществлён непрерывный переход через скорость звука в аэродинамической трубе (1946). Им и В. Г. Гальпериным, И. П. Горским, А. Н. Ковалёвым впервые был обнаружен и сформулирован «Закон трансзвуковой стабилизации» (монография «Физические основы околозвуковой аэродинамики», 1948), с 1945 года начались первые работы по стреловидным крыльям.
В годы Великой Отечественной войны С. А. Христианович, Ф. Р. Гантмахер, Л. М. Левин и И. И. Слезингер выполнили чрезвычайно важную работу по увеличению кучности снарядов «Катюш». Решение было найдено: сверление боковых отверстий в корпусе снаряда, отводивших часть пороховых газов, приводило к закрутке снарядов в полёте, что значительно повысило кучность.
В 1938—1944, 1972—1973 годах С. А. Христианович был профессором МГУ имени М. В. Ломоносова (с перерывами), в 1944—1946 годах заведовал кафедрой Московского авиационного института. Самое активное участие он принял в организации Московского физико-технического института (МФТИ). Статья о необходимости создания вуза нового типа была опубликована на первой полосе в газете «Правда» ещё в 1938 году. Группа видных учёных МИАН: М. А. Лаврентьев, Н. Е. Кочин, Н. И. Мусхелешвили, А. О. Гельфонд, С. Л. Соболев, С. А. Христианович и др. писала о необходимости подготовки инженеров, сочетающих в себе знание отраслей техники с глубоким общим физико-математическим образованием. При формулировании идеи новой высшей физико-технической школы был использован пример Петроградского физтеха, парижской Политехнической школы, личный опыт П. Л. Капицы его пребывания в Кембридже. Публикация в «Правде» означала высшее одобрение предложения, но его реализации помешала война.
В 1946 году физико-технический факультет для подготовки высококвалифицированных специалистов по физике атомного ядра, аэродинамике, физике низких температур, радиофизике, оптике, физике горения и взрыва и т. д. был организован в МГУ. Христианович курировал его работу в должности проректора по специальным вопросам. В 1951 году на базе факультета был создан МФТИ. Вместе с генералом И. Ф. Петровым, Д. Ю. Пановым, Б. О. Солоноуцем Христиановичу удалось в рекордно короткие сроки подыскать место для размещения Института вблизи станции Долгопрудная в Подмосковье, закончить постройку здания учебного корпуса и общежития, приобрести оборудование, в том числе остродефицитное. «Физтехи» считают Христиановича первым ректором МФТИ.

Могила Христиановича на Троекуровском кладбище Москвы.

В 1953—1956 годах выполнял обязанности академика-секретаря Отделения технических наук АН СССР. Одновременно работал по совместительству заведующим отделом в Институте химической физики АН СССР, где им с учениками — А. А. Грибом, О. С. Рыжовым и Б. И. Заславским, была построена асимптотическая теория коротких волн, использованная при расчёте параметров ядерного взрыва, изучена общая картина подъёма облака взрыва (совместно с А. Т. Онуфриевым). В Институте нефти Христиановичем была разработана теория гидравлического разрыва нефтеносного пласта (совместно с Ю. П. Желтовым), выполнены совместно с Г. И. Баренблаттом работы «Об обрушении кровли при горных выработках» и «О модуле сцепления в теории трещин».
Вошёл в Первоначальный состав Национального комитета СССР по теоретической и прикладной механике (1956).
В период 1953—1961 годов принимал непосредственное участие в испытаниях ядерного оружия в атмосфере и под водой, а также работал над проблемами защиты от этого оружия и понял — защиты от ядерного удара нет! Для сконцентрированной в Москве, Ленинграде и Киеве отечественной науки это может кончиться трагично — пара-тройка атомных бомб и её не будет. Так появилась идея Сибирского отделения АН СССР. Сейчас очевидно: заслуги Христиановича в разработке концепции и организации Сибирского научного центра ничуть не меньше, чем М. А. Лаврентьева или С. Л. Соболева. Лаврентьев, сумевший «продавить» проект, обратившись непосредственно к Н. С. Хрущёву, впоследствии не раз подчёркивал, что без участия С. А. Христиановича и С. Л. Соболева затевать такое масштабное дело было рискованно. Христианович стал первым заместителем Лаврентьева председателя СО АН, курировал строительство всего научного центра.

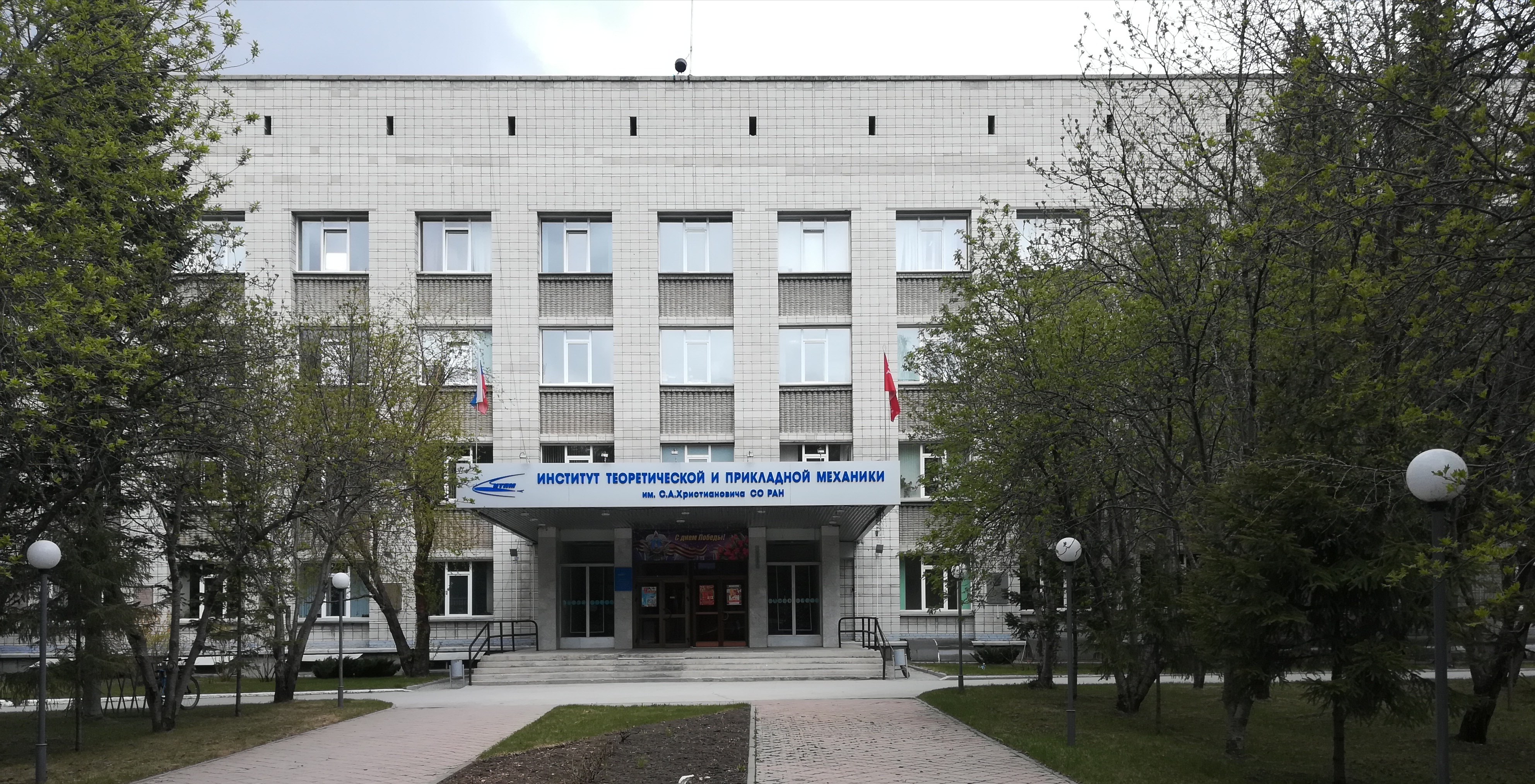
ИТПМ

Христианович — один из создателей Новосибирского университета, руководитель кафедры аэродинамики, профессор (до 1965 года). Ему удалось создать современный академический институт — ИТПМ СОАН — со многими научными направлениями: аэродинамика больших скоростей, магнитная гидродинамика, механика горных пород, энергетические установки, удалось сформировать коллектив единомышленников. Под его руководством (1957—1965) была создана мощная экспериментальная база, построены турбокомпрессорная станция и сверхзвуковая труба. Главной же стала работа над проектом парогазовой установки (ПГУ), которая могла стать основой экологически безопасных тепловых электростанций с турбинами на природном газе и технологией внутрицикловой газификации высокозернистых зольных топлив (в первую очередь мазутов) как средства обеспечения «чистым топливом» и предотвращения вредных выбросов в атмосферу. Эти предложения для того времени были существенно новыми.
Вследствие конфликта с Лаврентьевым вернулся в Москву (1965). Работал научным руководителем Всесоюзного НИИ физико-технических и радиотехнических измерений (1965—1972), заведующим лабораторией в ИПМАН (1972—1988), советником при дирекции в этом институте (с 1988 года), продолжал научные исследования в области теории пластичности. С 1995 года — советник Российской академии наук.
Похоронен в Москве на Троекуровском кладбище (участок 4).
В последние годы жизни занимался проблемами извлечения нефти. Являлся членом редакционной коллегии журнала «Измерительная техника».

## Память

Мемориальная доска во ВНИИФТРИ

- Имя С. А. Христиановича присвоено Институту теоретической и прикладной механики СО РАН в 2005 (мемориальная доска на фасаде здания[7]) и аудитории в НГУ.
- Учреждена премия имени академика С. А. Христиановича для молодых учёных СО РАН.
- В память об учёном проведено несколько международных и всероссийских конференций в Москве и Новосибирске[8].
- Научная школа С. А. Христиановича в области механики горных пород — проводилась в 1970—1980-е гг. на базе Симферопольского государственного университета, сейчас ежегодно проводится в Алуште[9].
- Улица Академика Христиановича в Москве в районе Северный (названа в октябре 2016 года).

## Из библиографии
- Прикладная газовая динамика / С. А. Христианович, В. Г. Гальперин, М. Д. Миллионщиков, Л. А. Симонов ; Под ред. С. А. Христиановича. — М. : [б. и.] — В 2-х частях
  - Ч. 1, 1948. 146 с. 22 см.
  - Ч. 2, 1949. 207 с. 22 см.

## Награды и премии
- Герой Социалистического Труда (13 марта 1969)
- шесть орденов Ленина (11 июля 1943; 29 марта 1944; 19 сентября 1953; 13 ноября 1958; 29 апреля 1967; 13 марта 1969)
- орден Октябрьской революции (4 ноября 1978)
- два ордена Отечественной войны I степени (10 июня 1945; 16 сентября 1945)
- два ордена Трудового Красного Знамени (11 сентября 1956; 17 сентября 1975)
- медали
- Благодарность Президента Российской Федерации (13 октября 1998) — за выдающиеся заслуги в научной деятельности[10].
- Сталинская премия I степени (10 апреля 1942) — за научные работы «Обтекание тела газом при больших дозвуковых скоростях», «Влияние сжимаемости на характеристики профиля крыла», «О сверхзвуковых течениях газа» (1940—1941)
- Сталинская премия II степени (1946) — за экспериментальные исследования по аэродинамике больших скоростей (1945)
- Сталинская премия I степени (1952) — за работу в области техники
- премия имени Н. Е. Жуковского (1940)
- Государственная премия СССР (1980)

## В воспоминаниях
Первые снаряды для «Катюш» М-13 имели очень большое рассеивание при стрельбе. Ведущих специалистов, в том числе и С. А. Христиановича, стали вызывать в руководящие органы страны (сам он, правда, утверждал, что ни со Сталиным, ни с Берией не встречался). Решить проблему надо было немедленно, иначе пришлось бы снять эти снаряды с вооружения — слишком большими были расходы металла. Сам С. А. Христианович вспоминал так: «Что можно сделать? — Говорят, что ничего нельзя сделать. Вы сами понимаете — война, нельзя перестраиваться заводам на новый тип снарядов. — Это просто невозможно. Что же, снаряды святой водой покропить? — Вот, если бы это помогло, было бы очень хорошо».
Одевался С. А. Христианович очень скромно: свитер, курточка, кепка. Сам управлял автомобилем. Однажды, приехав в Москву в одну из комиссий, Сергей Алексеевич по рассеянности остановился под знаком «Остановка запрещена». Возвратившись к машине, он обнаружил инспектора ГАИ, который и забрал у него права. Улаживать дело пошёл В. М. Масленников, одетый «по всей форме» (ну как же, младший научный сотрудник !) — костюм, плащ, шляпа. Стал объяснять, что Христианович — академик, орденоносец. Инспектор ГАИ даже не понял, о ком ему говорят. Взяв под козырёк, он заявил: «Я к вам, товарищ академик, никаких претензий не имею, это ваш шофёр нарушает!»
А. И. Леонтьев вспоминает, что когда он защищал докторскую диссертацию и много говорил о согласовании теории и эксперимента, то Христианович заметил ему: «Я бы на Вашем месте так сильно не напирал бы на совпадение теории и эксперимента. Лично я не знаю ни одной теории, которая не совпадала бы хоть с каким-нибудь экспериментом»…
Когда возникшее в связи со строительством Новосибирской ГЭС Обское море стало размывать берег у мест прохождения железной дороги, берег пробовали укреплять бетонными блоками. Но их постоянно смывало. Христианович предложил намыть песчаный пляж: мириады лёгких песчинок эффективно гасили бы волны. Но как осуществить это? Тогда он позвонил городским властям и сказал: «Организуйте пляж! Это будет любимое место отдыха трудящихся!» И вопрос был решён…
Как-то Сергей Алексеевич заметил, что в математике понять — это упростить, а в жизни понять — это простить…